# فرد غروفز (سياسي)
فرد غروفز هو سياسي كندي، ولد في 28 يناير 1924، وتوفي في 28 يناير 1995.